# Гассаниды
Гассани́ды (араб. الغساسنة‎, также Бану Гассан — «сыны Гассана») — арабская царская династия, правившая в Джабийе в Восточной Палестине (Иордании) до 636 года. 

## Миграция из Йемена
Считается, что Гассаниды пришли из города Мариб в Южной Аравии и окружающих его городов и посёлков (современный Йемен). Предание гласит, что их исход из Йемена начался из-за разрушения дамбы Мариба, история которого подробно описана в 34-й главе Корана. Арабская пословица «Они были разбросаны, как народ Сабы» происходит от исхода населения из Южного Йемена. Миграция происходила волнами, ещё одной известной волной было преследование арабов-христиан химьярским царём Зу Нувасом.
Они иммигрировали из Йемена в начале III века в Левант. Время миграции в Левант неясно, но считается, что Гассаниды прибыли в Сирию между 250—300 годами и более поздними волнами миграции около 400 года. Их самое раннее появление в хрониках датируется 473 годом, когда их вождь Аморкес подписал договор с Восточной Римской империей, признав её сюзеренитет. В это время он, очевидно, стал яковитом. Гассаниды стали ведущим племенем среди арабских федератов, таких как Бану Амела и Бану Джудхам.
Некоторые слились с эллинизированными христианскими общинами, приняв христианство в первые века нашей эры, в то время как другие, возможно, уже были христианами, прежде чем эмигрировать на север, чтобы избежать религиозного преследования. 
Земли Гассанидов являлись буферной зоной, защищающей римские владения от набегов местных племён. Гассаниды принадлежали к Яковитской православной церкви.

## Царство Гассанидов

### Римские вассалы
Поселившись в Леванте, Гассаниды постепенно ликвидировали арабское царство, существовавшее до них на этой территории Салихидов.
В 529 году император Юстиниан I объявил аль-Хариса ибн Джабалу правителем Сирии и Палестины, для арабов — с титулом царя, для византийцев — с титулом патрикия.  
Первоначально поселившись в Леванте, Гассаниды стали государством-клиентом Восточной Римской империи. Римляне нашли в Гассанидах мощного союзника, который действовал как буферная зона против Лахмидов. Кроме того, будучи правителями своего народа, они также были филархами, коренными правителями клиентских приграничных государств. Столица Гассанидов находилась в Джабийе на Голанских высотах. Географически государство занимало большую часть восточного Леванта, и его власть распространялась через племенные союзы с племенами азд вплоть до северного Хиджаза и на юг до Ятриба (Медины).
Царство было ликвидировано Византией в 585 году, но восстановлено в 629 году ввиду мусульманской угрозы.

### Византийско-персидские войны

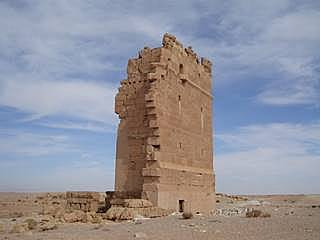
Башня царя Гассанидов Ареты, сына Джабалы

Гассаниды сражались вместе с византийцами против персидских Сасанидов и их арабских вассалов Лахмидов
Восточная Римская империя была больше ориентирована на Восток, и долгая война с персами была её главной заботой. Гассаниды сохранили свой статус защитника торговых путей Леванта, охраняли племена от Лахмидов и были источником войск для имперской армии. Царь Гассанидов аль-Харис ибн Джабала (529—569) поддерживал византийцев против Сасанидской Персии и был пожалован в 529 году императором Юстинианом I самым высоким имперским титулом, который когда-либо был присуждён иностранному правителю; он также получил статус патрикия. Кроме того, аль-Харису ибн Джабале было предоставлено право управлять всеми арабскими союзниками Византийской империи. Аль-Харис был христианином-яковитом; он помог возродить сирийскую церковь яковитов и поддержал развитие яковитства, несмотря на то, что православная Византия считала её еретической. Позднее византийское недоверие и преследование такой религиозной неортодоксальности привели к свержению преемников Хариса, аль-Мунзира (правил 569—582) и ан-Нумана.
Гассаниды, успешно противостоя персидским союзникам Лахмидам, процветали экономически и занимались религиозным и общественным строительством; они также покровительствовали искусству и в своё время принимали арабских поэтов Набигу ад-Дубьяни и Хассана ибн Сабита при своём дворе.

### Исламское завоевание

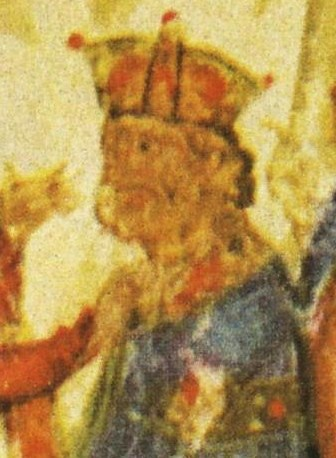
Византийский император Никифор I считался потомком Джабалы ибн аль-Айхама, последнего правителя Гассанидов

Гассаниды оставались византийским вассальным государством до тех пор, пока власть его покровителей не была свергнута мусульманами в VII веке после битвы при Ярмуке в 636 году. Во время мусульманского завоевания Гассаниды больше не были объединены теми же христианскими верованиями: некоторые из них приняли союз с византийской церковью; другие оставались верными яковитству, и значительное число из них сохранили свою христианскую религиозную идентичность, но встав на сторону мусульманских армий, чтобы подчеркнуть лояльность по отношению к своим арабским корням и признать более широкий контекст растущей арабской империи под покровительством ислама. Значительную часть воинов мусульманских армий в битве при Муте составляли христианские арабы. Некоторые из тех христианских арабских племён в современной Иордании, которые встали на сторону мусульманских армий, были освобождены от уплаты джизьи. Позже те, кто остался христианами, присоединились к мелькитским сирийским общинам. Остатки Гассанидов были рассеяны по всей Малой Азии. Немногие Гассаниды стали мусульманами после мусульманского завоевания Леванта; большинство жителей государства оставались христианскими и присоединились к мелькитским и сирийским общинам в пределах нынешней Иордании, Палестины, Израиля, Сирии и Ливана.
Существуют разные мнения, почему последний правитель Гассанидов Джабала ибн аль-Айхам и его последователи не приняли ислам. Некоторые мнения основываются на общей идее о том, что Гассаниды ещё не были готовы отказаться от своего статуса правителей и элиты Сирии. Историк IX века аль-Баладхури рассказывает следующую историю отъезда Джабалы в Византию: Джабала поддержал позицию ансара из Медины, сказавшего: «Вы — наши братья и сыновья наших отцов». Но после прибытия Умара ибн аль-Хаттаба в Сирию, в 636 году у Джабалы возник спор с одним из музаинов и в пылу спора он выбил тому глаз. Умар приказал наказать Джабалу, на что он ответил: «Похож ли его глаз на мой?» Затем он покинул Сирию и отправился в земли византийцев.
После падения своего государства Джабала ибн Айхам учредил правительство в изгнании в Византии. Влияние Гассанидов на империю длилось веками; кульминацией этого присутствия стало возведение на престол одного из их потомков, Никифора I (802—811), и учреждение недолгой династии. Но Никифор был не просто потомком Гассанидов, он претендовал на пост главы династии, используя одноимённое имя царя Джафны, основателя династии.

## Правители
- Джафна I ибн Амр (220—265)
- Амр I ибн Джафна (265—270)
- Салаба ибн Амр (270—287)
- аль-Харис I ибн Салаба (287—307)

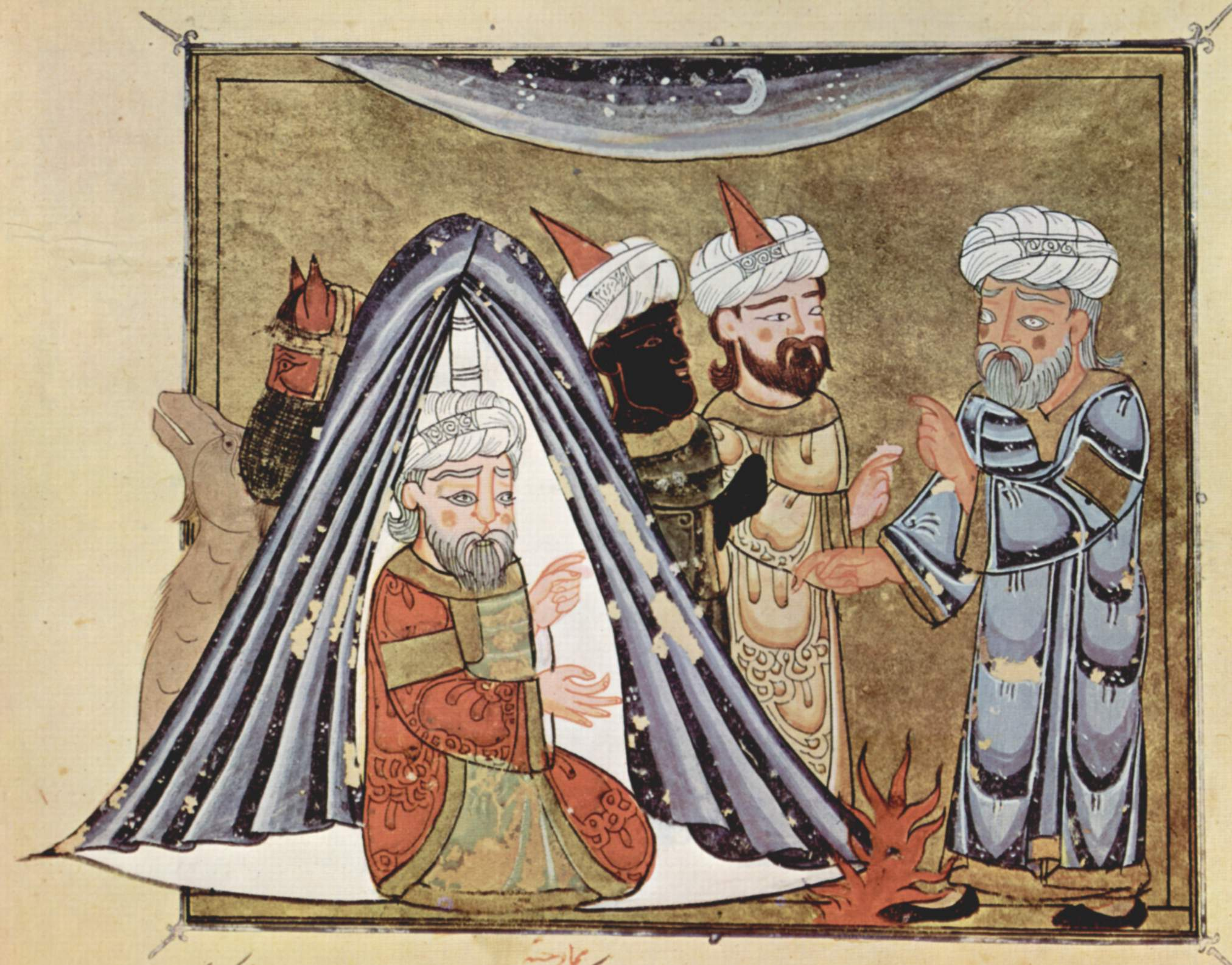
Царь Гассанидов Аль-Харис в своей палатке разговаривает с Абу Заидом (справа). Аль-Харис был популярным персонажем арабской истории, народных сказок и легенд

- Джабала I ибн аль-Харис I (307—317)
- аль-Харис II ибн Джабала (317—327)
- аль-Айхам ибн аль-Харис (327—330), аль-Мунзир I ибн аль-Харис (327—340), ан-Нуман I ибн аль-Харис (327—342), Джабала II ибн аль-Харис (327—361)
- Амр II ибн аль-Харис (330—356)
- Джафна II ибн аль-Мунзир (361—391) и ан-Нуман II ибн аль-Мунзир (361—362)
- ан-Нуман III ибн Амр ибн аль-Мунзир (391—418)
- Джабала III ибн ан-Нуман (418—434)
- ан-Нуман IV ибн аль-Айхам (434—455), аль-Харис III ибн аль-Айхам (434—456), ан-Нуман V ибн аль-Харис (434—453)
- аль-Мунзир II ибн ан-Нуман (453—472), Амр III ибн ан-Нуман (453—486), Хиджр ибн ан-Нуман (453—465)
- аль-Харис IV ибн Хиджр (486—512)
- Джабала IV ибн аль-Харис (512—529)
- аль-Амр IV ибн Маши (529)
- аль-Харис V ибн Джабала (529—569), с 529 патрикий Флавий Арефа
- аль-Мунзир III ибн аль-Харис (569—582)
- Абу Кираб ан-Нуман ибн аль-Харис (570—582)
- ан-Нуман VI ибн аль-Мунзир (581—583)
- аль-Харис VI ибн аль-Харис (583) и ан-Нуман VII ибн аль-Харис Абу Кираб (583-?)
- под византийской и персидской властью 584 г. — ок. 629 г.* аль-Айхам ибн Джабала (?-614)
- аль-Мунзир IV ибн Джабала (614-?)
- Шарахиль ибн Джабала (?-618)
- Амр IV ибн Джабала (628)
- Джабала V ибн аль-Харис (628—632)
- Джабала VI ибн аль-Айхам (632—638) (ум. в Константинополе в 642 году)

## Наследие
Гассаниды достигли своего пика при аль-Харисе V и аль-Мунзире III. Оба были успешными в военном отношении союзниками византийцев, особенно против своих врагов — Лахмидов, и обеспечивали южный фланг Византии и её политические и коммерческие интересы в Аравии. С другой стороны, Гассаниды по-прежнему были яковитами, что привело к их разрыву с Византией и изгнанию аль-Мунзира, за которым последовал после 586 года роспуск федерации Гассанидов. Патронаж Гассанидов над Сиро-православной церковью яковитов имел решающее значение для её выживания, возрождения и даже распространения через миссионерскую деятельность на юг, в Аравию. По словам историка У. Болла, можно сказать, что продвижение Гассанидами более простой и более жёсткой монотеистической формы христианства в специфическом арабском контексте, возможно, предвосхитило ислам. Правление Гассанидов также принесло период значительного процветания арабам на восточных окраинах Сирии, о чём свидетельствует распространение урбанизации и строительство нескольких церквей, монастырей и других зданий. Сохранившиеся описания двора Гассанидов создают образ роскоши и активной культурной жизни с покровительством искусству, музыке и особенно арабоязычной поэзии. По словам Болла, «двор Гассанидов был наиболее важным центром арабской поэзии до появления халифских дворов», и их придворная культура, включая склонность к пустынным дворцам, таким как Каср-ибн-Вардан, послужила образцом для Омейядских халифов и их двора.
После падения первого государства Гассанидов в VII веке несколько династий, как христианских, так и мусульманских, заявляли, что являются продолжением дома Гассана. Помимо династии Никифора в Византийской империи, некоторые другие правители утверждали, что были наследниками Гассанидов. Расулидские султаны правили с XIII по XV века в Йемене, султаны Бурджиты в Египте с XIV по XVI века. Будучи мусульманами, обе династии утверждали, что являются наследниками и правопреемниками Гассанидов. Последними правителями, носившими титулы наследников Гассанидов, были христианские шейхи Аль-Азар на горе Ливан, управлявшие маленькими суверенными шейхствами Акуры (1211—1950 годы) и Згарта-Цвайя (1641—1950 годы).